# Mosteiro de Vatopedi

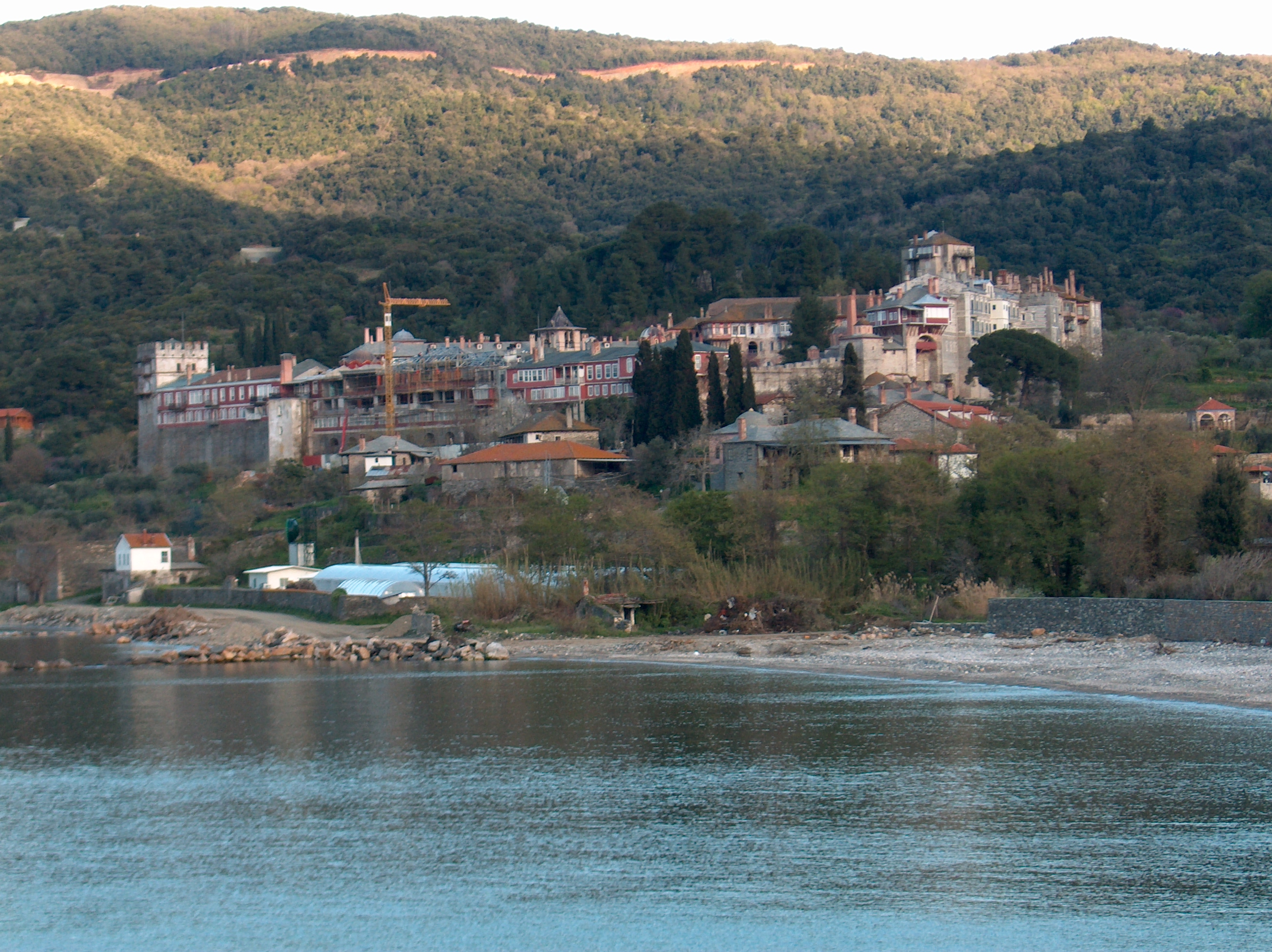

O Mosteiro de Vatopedi é um mosteiro localizado no Monte Atos, Grécia. Foi construído durante a segunda metade do século X por três monges, Atanásio, Nicolau e Antonius, de Adrianópolis, que eram discípulos de Atanásio.